# 8 Ore di Suzuka
La 8 ore di Suzuka, in giapponese 鈴鹿8時間耐久ロードレース - (Suzuka hachi-jikan taikyū rōdo rēsu), è una competizione motociclistica di durata che si corre ogni anno sul circuito di Suzuka in Giappone. La gara, come dice il nome stesso, ha una durata di otto ore e ogni squadra schiera tre piloti (due fino al 2008) che si alternano nei turni di guida. La competizione fa parte del campionato mondiale Endurance organizzato dalla FIM.

## Storia

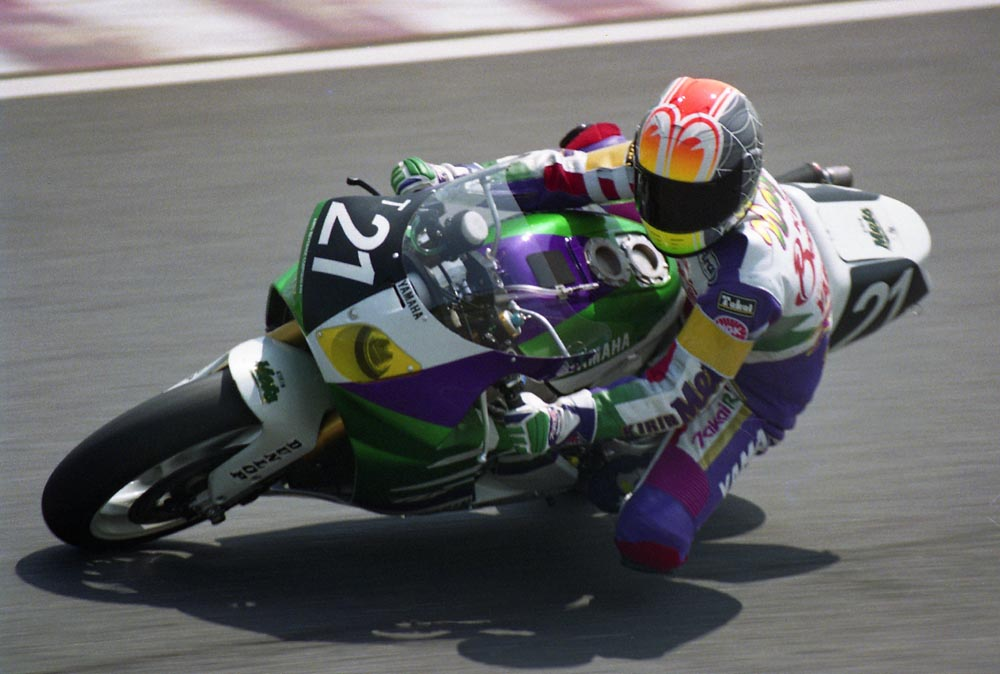
Yasutomo Nagai nell'edizione 1993

La prima edizione della "8 ore" si tenne nel 1978 ed era una gara nella quale correvano motociclette di varie classi e nella quale i modelli della classe TT Formula 1 (prototipi spinti da motori derivati dalla serie) rappresentavano il vertice per le prestazioni. Alla competizione parteciparono motociclette delle quattro grandi case giapponesi, Honda - Yamaha - Kawasaki e Suzuki.
Nel 1993 si ebbe un notevole cambiamento, con l'introduzione dei modelli della classe Superbike nella competizione, che andarono a sostituire quelli della classe "TT Formula 1".
Alla gara hanno partecipato come wild card piloti provenienti da altri campionati (mondiale Superbike e motomondiale), scorrendo l'albo d'oro di questa gara si trovano i nomi di alcuni piloti che hanno vinto titoli iridati sia nel motomondiale che nel mondiale Superbike.
Nel 2012 si è svolta la 35ª edizione della corsa.
L'edizione del 2015, vinta dal team Yamaha Factory Racing, vede il ritorno alle competizioni di Casey Stoner. Il pilota australiano cade nei primi giri, mentre si trovava in prima posizione, fratturandosi scapola e tibia.

## Albo d'oro
Fonte: (DE) Björn Reichert, Albo d'oro della 8 Ore di Suzuka, su motorrad-autogrammkarten.de (archiviato dall'url originale il 14 agosto 2016).
| Anno | Piloti             | Piloti               | Piloti               | Squadra                    | Motocicletta                   | Nº  |
| ---- | ------------------ | -------------------- | -------------------- | -------------------------- | ------------------------------ | --- |
| 1978 | Wes Cooley         | Mike Baldwin         |                      | Yoshimura Racing           | Suzuki GS1000                  | 2   |
| 1979 | Tony Hatton        | Michael Cole         |                      | Honda Australia            | Honda CB900                    | 6   |
| 1980 | Wes Cooley         | Graeme Crosby        |                      | Yoshimura R&D              | Suzuki GS1000                  | 12  |
| 1981 | Mike Baldwin       | David Aldana         |                      | Honda France               | Honda RS1000                   | 1   |
| 1982 | Shigeo Iljima      | Shinji Hagiwara      |                      | Blue Helmets MSC           | Honda CB900F                   | 27  |
| 1983 | Hervé Moineau      | Richard Hubin        |                      | Suzuki France              | Suzuki GS1000R                 | 1   |
| 1984 | Mike Baldwin       | Fred Merkel          |                      | America Honda              | Honda RS750R                   | 1   |
| 1985 | Wayne Gardner      | Masaki Tokuno        |                      | Team HRC                   | Honda RVF750                   | 4   |
| 1986 | Wayne Gardner      | Dominique Sarron     |                      | Team HRC                   | Honda RVF750                   | 4   |
| 1987 | Kevin Magee        | Martin Wimmer        |                      | Shiseido Tech 21           | Yamaha YZF750                  | 21  |
| 1988 | Kevin Magee        | Wayne Rainey         |                      | Lucky Strike Roberts       | Yamaha YZF750                  | 3   |
| 1989 | Dominique Sarron   | Alex Vieira          |                      | Beams Honda Ikuzawa        | Honda RVF750                   | 2   |
| 1990 | Tadahiko Taira     | Eddie Lawson         |                      | Shiseido Tech 21           | Yamaha YZF750                  | 21  |
| 1991 | Wayne Gardner      | Mick Doohan          |                      | Team HRC                   | Honda RVF750                   | 11  |
| 1992 | Wayne Gardner      | Daryl Beattie        |                      | OKI Honda                  | Honda RVF750                   | 11  |
| 1993 | Aaron Slight       | Scott Russell        |                      | Itoh Ham Racing Kawasaki   | Kawasaki ZXR-7                 | 1   |
| 1994 | Aaron Slight       | Doug Polen           |                      | Team HRC                   | Honda RC45                     | 11  |
| 1995 | Aaron Slight       | Tadayuki Okada       |                      | Team HRC                   | Honda RC45                     | 11  |
| 1996 | Colin Edwards      | Noriyuki Haga        |                      | Y.R.T.                     | Yamaha YZF750                  | 45  |
| 1997 | Shin'ichi Itō      | Tōru Ukawa           |                      | Hori-Pro Honda with HART   | Honda RC45                     | 33  |
| 1998 | Shin'ichi Itō      | Tōru Ukawa           |                      | Lucky Strike Honda         | Honda RC45                     | 33  |
| 1999 | Tadayuki Okada     | Alex Barros          |                      | Lucky Strike Honda         | Honda RC45                     | 4   |
| 2000 | Tōru Ukawa         | Daijirō Katō         |                      | Cabin Honda                | Honda VTR1000SPW               | 4   |
| 2001 | Valentino Rossi    | Colin Edwards        | Manabu Kamada        | Cabin Honda                | Honda VTR1000SPW               | 11  |
| 2002 | Daijirō Katō       | Colin Edwards        |                      | Cabin Honda                | Honda VTR1000SPW               | 11  |
| 2003 | Yukio Nukumi       | Manabu Kamada        |                      | Sakurai Honda              | Honda VTR1000SPW               | 71  |
| 2004 | Tōru Ukawa         | Hitoyasu Izutsu      |                      | Seven Stars Honda 7        | Honda CBR1000RRW               | 7   |
| 2005 | Tōru Ukawa         | Ryūichi Kiyonari     |                      | Seven Stars Honda 7        | Honda CBR1000RRW               | 7   |
| 2006 | Takeshi Tsujimura  | Shin'ichi Itō        |                      | F.C.C TSR ZIP-FM Racing    | Honda CBR1000RRW               | 778 |
| 2007 | Kōsuke Akiyoshi    | Yukio Kagayama       |                      | Yoshimura Suzuki with Jomo | Suzuki GSX-R1000               | 34  |
| 2008 | Ryūichi Kiyonari   | Carlos Checa         |                      | Dream Honda Racing Team 11 | Honda CBR1000RR                | 11  |
| 2009 | Daisaku Sakai      | Kasuki Tokudome      | Nobuatsu Aoki        | Yoshimura Suzuki with Jomo | Suzuki GSX-R1000               | 12  |
| 2010 | Ryūichi Kiyonari   | Takaaki Nakagami     | Takumi Takahashi     | Musashi RT HARC-PRO.       | Honda CBR1000RR                | 634 |
| 2011 | Kōsuke Akiyoshi    | Shin'ichi Itō        | Ryūichi Kiyonari     | F.C.C. TSR Honda           | Honda CBR1000RR                | 11  |
| 2012 | Kōsuke Akiyoshi    | Jonathan Rea         | Tadayuki Okada       | F.C.C. TSR Honda           | Honda CBR1000RR                | 11  |
| 2013 | Takumi Takahashi   | Michael van der Mark | Leon Haslam          | Musashi RT HARC-PRO.       | Honda CBR1000RR                | 634 |
| 2014 | Takumi Takahashi   | Michael van der Mark | Leon Haslam          | Musashi RT HARC-PRO.       | Honda CBR1000RR                | 634 |
| 2015 | Katsuyuki Nakasuga | Pol Espargaró        | Bradley Smith        | Yamaha Factory Racing      | Yamaha YZF-R1                  | 21  |
| 2016 | Katsuyuki Nakasuga | Pol Espargaró        | Alex Lowes           | Yamaha Factory Racing      | Yamaha YZF-R1                  | 21  |
| 2017 | Katsuyuki Nakasuga | Alex Lowes           | Michael van der Mark | Yamaha Factory Racing      | Yamaha YZF-R1                  | 21  |
| 2018 | Katsuyuki Nakasuga | Alex Lowes           | Michael van der Mark | Yamaha Factory Racing      | Yamaha YZF-R1                  | 21  |
| 2019 | Leon Haslam        | Toprak Razgatlıoğlu  | Jonathan Rea         | Kawasaki Racing            | Kawasaki ZX 10R                | 10  |
| 2022 | Tetsuta Nagashima  | Takumi Takahashi     | Iker Lecuona         | Team HRC                   | Honda CB R1000 RR-RSP          | 33  |
| 2023 | Tetsuta Nagashima  | Takumi Takahashi     | Xavi Vierge          | HRC with Japan Post        | Honda CBR1000RR-R Fireblade SP | 33  |
| 2024 | Teppei Nagoe       | Takumi Takahashi     | Johann Zarco         | HRC with Japan Post        | Honda CBR1000RR-R Fireblade SP | 33  |
| 2025 | Takumi Takahashi   | Johann Zarco         |                      | Honda HRC                  | Honda CBR1000 RR-R-SP          | 30  |

## Statistiche

### Vittorie per costruttore
| Vittorie | Costruttori |
| -------- | ----------- |
| 31       | Honda       |
| 8        | Yamaha      |
| 5        | Suzuki      |
| 2        | Kawasaki    |

### Vittorie per pilota
Fonte: (DE) Björn Reichert, Vincitori della 8 Ore di Suzuka, su motorrad-autogrammkarten.de (archiviato dall'url originale il 14 agosto 2016).
| Vittorie | Piloti |
| -------- | --- |
| 7        | Takumi Takahashi |
| 5        | Tōru Ukawa |
| 4        | Wayne Gardner, Shin'ichi Itō, Ryūichi Kiyonari, Katsuyuki Nakasuga, Michael van der Mark |
| 3        | Kōsuke Akiyoshi, Mike Baldwin, Colin Edwards, Tadayuki Okada, Aaron Slight, Alex Lowes, Leon Haslam |
| 2        | Wes Cooley, Manabu Kamada, Daijirō Katō, Kevin Magee, Dominique Sarron, Pol Espargaró, Jonathan Rea, Tetsuta Nagashima, Johann Zarco |
| 1        | David Aldana, Nobuatsu Aoki, Alex Barros, Daryl Beattie, Carlos Checa, Michael Cole, Graeme Crosby, Mick Doohan, Noriyuki Haga, Shinji Hagiwara, Tony Hatton, Richard Hubin, Shigeo Iljima, Hitoyasu Izutsu, Yukio Kagayama, Eddie Lawson, Fred Merkel, Herve Moineau, Takaaki Nakagami, Yukio Nukumi, Doug Polen, Wayne Rainey, Valentino Rossi, Scott Russell, Daisaku Sakai, Bradley Smith, Tadahiko Taira, Kazuki Tokudome, Masaki Tokuno, Takeshi Tsujimura, Alex Vieira, Martin Wimmer, Toprak Razgatlıoğlu, Iker Lecuona, Xavi Vierge, Teppei Nagoe |